# Vaiano
Vaiano là một comune (đô thị) ở tỉnh Prato nằm ở vùng Toscana, nằm cách khoảng 25 km về phía tây bắc của Florence và khoảng 10 km về phía bắc của Prato. Vào thời điểm ngày 31 tháng 12 năm 2004, đô thị này có dân số 9.532 và diện tích là 34,2 km².
Đô thịVaiano có các đơn vị frazioni (đơn vị trực thuộc, chủ yếu là làng) La Tignamica, La Briglia, La Foresta, và Schignano.
Vaiano giáp các đô thị sau:Barberino di Mugello, Calenzano, Cantagallo, Montemurlo, Prato.